# Terme Vigliatore
Terme Vigliatore település Olaszországban, Szicília régióban, Messina megyében. Lakosainak száma 7218 fő (2023. január 1.). Terme Vigliatore Barcellona Pozzo di Gotto, Castroreale, Furnari, Mazzarrà Sant’Andrea és Rodì Milici községekkel határos.

## Népesség
A település lakossága az elmúlt években az alábbi módon változott:
| Lakosok száma | 7367 | 7359 | 7218 |
|               | 2017 | 2018 | 2023 |